# Gumbejka
La Gumbejka (in russo Гумбейка?) è un fiume della Russia europea sudorientale, affluente di sinistra dell'Ural. Scorre nei rajon Nagajbakskij, Agapovskij e Verchneural'skij dell'oblast' di Čeljabinsk.
Il fiume ha origine a sud-est del villaggio di Novourljadinskij. L'altezza della sorgente è di circa 430 metri sul livello del mare. La direzione generale della corrente è verso sud e poi sud-ovest. Il canale è tortuoso. La larghezza del fiume varia da 15-25 m nel corso superiore a 40-55 m in quello inferiore. Sfocia nell'Ural a 2 116 km dalla foce, vicino al villaggio di Abljazovo. L'altezza della foce è di 323 m sul livello del mare. La lunghezza del fiume è di 202 km, il bacino idrografico di 2 630 km². Ci sono molti centri abitati lungo il suo corso. 